# Baba Despina
Baba Despina je černobílý němý film z roku 1905. Režiséry jsou balkánští filmoví průkopníci Janaki a Milton Manaki. Film trvá zhruba 1 minutu.
Film se natáčel v rodné obci Manakiových, kteří zde zachytili svou 114letou babičku Despinu při práci. Film je považován za nejstarší snímek natočený v Osmanské říši a na Balkáně. Úryvek z filmu se objevuje na začátku filmu Odysseův pohled (1995).